# レッド・ジャケット

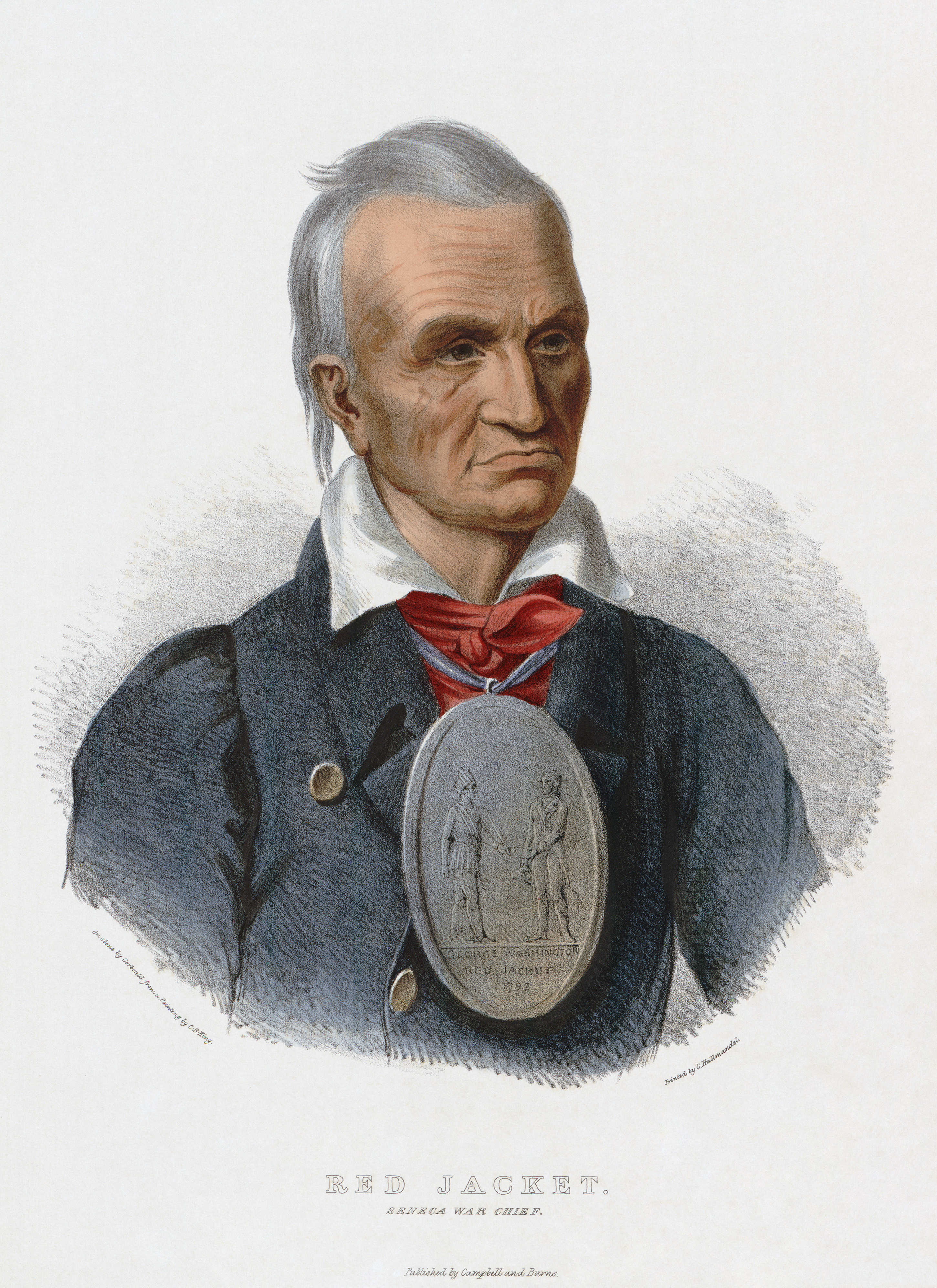
レッド・ジャケットの肖像。ヘンリー・コーボールドによるリトグラフ。1835年。

レッド・ジャケット（英：Red Jacket, 1750年頃 - 1830年1月20日）は、アメリカ先住民のセネカ族の演説家であり、また「狼族 (Wolf clan)」の長であった人物。サゴイェワタ (Sagoyewatha)、また幼名であるオテティアニ (Otetiani) とも呼ばれる。「レッド・ジャケット（赤い上着）」という名は、アメリカ独立戦争時に、英国の将校から贈られた刺繍入りの緋色の外套に由来する。
英国と同盟関係にあったセネカ族が、独立戦争後にその土地の多くを割譲することを強いられ、カナンデーグア条約に調印した際、セネカ族の代表としてアメリカ政府と交渉したことで知られる。ニューヨーク州内に、多少のセネカ族の保留地を確保することに成功した。